# Franklin County, Kentucky
Franklin County är ett administrativt område i delstaten Kentucky, USA, med 49 285 invånare. Den administrativa huvudorten (county seat) är Frankfort. Franklin County ligger i den inre delen av regionen Bluegrass.  

## Geografi
Enligt United States Census Bureau så har countyt en total area på 549 km². 545 km² av den arean är land och 4 km² är vatten. 

### Angränsande countyn
- Owen County - nord
- Scott County - öst
- Woodford County - sydost
- Anderson County - syd
- Shelby County - väst
- Henry County - nordväst